# Niña amada mía (álbum)
Niña amada mía es el décimo álbum grabado por el cantante mexicano Alejandro Fernández., editado el 11 de marzo de 2003. Producido por Pedro Ramírez se trata de un álbum ranchero que contiene melodías de compositores como Armando Manzanero y Jorge Massias. Otras canciones conocidas en este álbum es "Mátalas". Se grabó un vídeo para la canción "Niña amada mía".

## Información sobre el álbum
Siendo un álbum de música mexicana tiene el corazón en el alma. "Niña amada mía" contiene la canción homónima que le da el nombre del álbum (lo cual se grabó el video original) y el mariachi "Mátalas" (que está dedicado para los hombres si detestas a las mujeres) son los dos únicos sencillos del álbum.

## Lista de canciones
1. "Por que no estas conmigo" (Homero Aguilar) - 4:11
2. "Como quisiera" (Jorge Massias) - 3:44
3. "Que poca" (Luis Elizalde) - 3:29
4. "Me está matando este amor" (Armando Manzanero) - 3:28
5. "Mujer" (Juan Alazán) - 4:39
6. "Que valga la pena" (Manuel Eduardo Toscano) - 2:44
7. "Por Aquí paso" (Jorge Massias) - 3:25
8. "Niña amada mía" (Jorge Massias) - 3:14
9. "La mujer ideal" (Manuel Eduardo Toscano) - 2:52
10. "Dejame" (Raxu) - 3:30
11. "La reina es el rey" (Gregorio Hernández Mendoza) - 3:15
12. "Matalas" (Manuel Eduardo Toscano) - 2:57

## Lista de posiciones

### Álbum
| Año  | Listas                            | Posición | Semanas en la lista |
| ---- | --------------------------------- | -------- | ------------------- |
| 2003 | Billboard Regional Mexican Albums | 10       | 3                   |
| 2003 | Billboard Top Latin Albums        | 22       | 25                  |

### Sencillos
| Año  | Listas                      | Canción        | Posición | Semanas en la lista |
| ---- | --------------------------- | -------------- | -------- | ------------------- |
| 2003 | Billboard Hot Latin Tracks  | Niña Amada Mia | 17       | 18                  |
| 2003 | Billboard Latin Pop Airplay | Niña Amada Mia | 9        | 26                  |